# Mayos (Nguelemendouka)
Pour les articles homonymes, voir Mayos.
Mayos est un village de l'Est du Cameroun, situé dans le département du Haut-Nyong et au sein de la commune de Nguelemendouka. Créée en 1952, la commune se situe au croisement des villes de Diang, Doumaintang, Minta, et Kobdombo.

## Climat
La commune est soumise à un climat similaire à celui de la Nouvelle-Guinée où se succèdent 4 saisons d'inégale répartition : une grande saison sèche de décembre à mars (récolte du café), une petite saison des pluies, une petite saison sèche de juin à juillet (moment de la récolte des vivres), et une grande saison des pluies d'août à novembre.
Toutefois, il est important de prendre conscience de l'irrégularité de ce schéma avec les problématiques du réchauffement climatique.

## Population
D'après le recensement de 2005, le village compte 96 habitants, dont 40 hommes et 56 femmes.

## Économie
L'agriculture représente la première activité de la commune (agriculture de rente et agriculture vivrière). L'agriculture vivrière demeure la culture du bananier plantain et du manioc. L'agriculture de rente concerne celle du café et du cacao. 

## Religion
La religion majoritaire du village demeure le christianisme. Le courant religieux est représenté par l’Église presbytérienne camerounaise (EPC) ; par l’Église presbytérienne camerounaise orthodoxe (EPCO) ; par l’Église adventiste ; l’Église évangélique du Cameroun (EEC) ; et pour finir par l’Église catholique.
Cependant, l'islam est tout de même représenté.